# Harmothoe craigsmithi
Harmothoe craigsmithi är en ringmaskart som beskrevs av Pettibone 1993. Harmothoe craigsmithi ingår i släktet Harmothoe och familjen Polynoidae. Inga underarter finns listade i Catalogue of Life.